# Mighty Joe Young

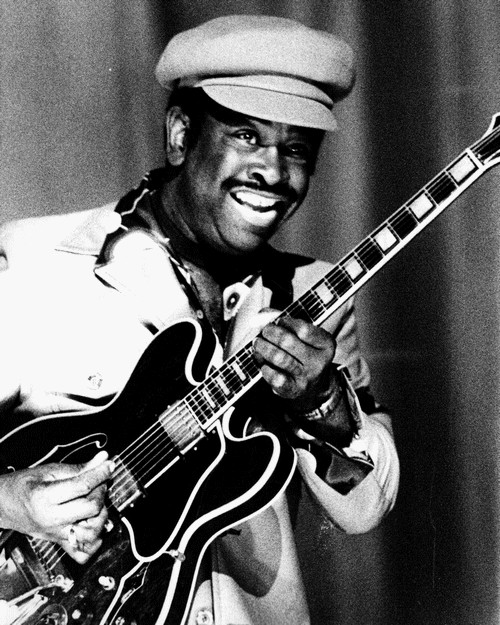
Mighty Joe Young 1976

Mighty Joe Young (* 23. September 1927 in Shreveport, Louisiana; † 25. März 1999 in Chicago, Illinois) war ein US-amerikanischer Blues-Gitarrist, Sänger und Songschreiber.
Young, geboren in Louisiana, wuchs in Milwaukee auf. Ab Mitte der 1950er spielte er in Chicago u. a. bei „Joe Little & his Heart Breakers“, Billy Boy Arnold, Jimmy Rogers und Otis Rush.
1961 erschien seine erste Soloaufnahme Why Baby. Weitere Singles während der 1960er waren u. a. I Want a Love, Voo Doo Dust, Sweet Kisses, Henpecked und Guitar Star. Youngs Debütalbum als Solist, Blues With a Touch of Soul, erschien 1971.
Ende der 1980er ließ Young einen eingeklemmten Nerv im Halswirbelbereich operieren. Komplikationen beeinträchtigten seine Fähigkeit, Gitarre zu spielen. Dennoch veröffentlichte er 1997 das Album Mighty Man, an dem er über die Jahre, auch als Teil seiner Therapie, gearbeitet hatte.
1999 starb Mighty Joe Young in Chicago.

## Diskografie
- Blues with a Touch of Soul (1971)
- Legacy of the Blues, Vol. 4 (1972)
- Chicken Heads (1974)
- Bluesy Josephine (1976)
- Mighty Joe Young (1976)
- Love Gone (1978)
- Live at the Wise Fools Pub (1990)
- Mighty Man (1997)